# OR4K14
OR4K14 (англ. Olfactory receptor family 4 subfamily K member 14) – білок, який кодується однойменним геном, розташованим у людей на короткому плечі 14-ї хромосоми. Довжина поліпептидного ланцюга білка становить 310 амінокислот, а молекулярна маса — 35 053.
| 10         |  | 20         |  | 30         |  | 40         |  | 50         |
| ---------- |  | ---------- |  | ---------- |  | ---------- |  | ---------- |
| MDPQNYSLVS |  | EFVLHGLCTS |  | RHLQNFFFIF |  | FFGVYVAIML |  | GNLLILVTVI |
| SDPCLHSSPM |  | YFLLGNLAFL |  | DMWLASFATP |  | KMIRDFLSDQ |  | KLISFGGCMA |
| QIFFLHFTGG |  | AEMVLLVSMA |  | YDRYVAICKP |  | LHYMTLMSWQ |  | TCIRLVLASW |
| VVGFVHSISQ |  | VAFTVNLPYC |  | GPNEVDSFFC |  | DLPLVIKLAC |  | MDTYVLGIIM |
| ISDSGLLSLS |  | CFLLLLISYT |  | VILLAIRQRA |  | AGSTSKALST |  | CSAHIMVVTL |
| FFGPCIFVYV |  | RPFSRFSVDK |  | LLSVFYTIFT |  | PLLNPIIYTL |  | RNEEMKAAMK |
| KLQNRRVTFQ |  |            |  |            |  |            |  |            |

A: Аланін

C: Цистеїн

D: Аспарагінова кислота

E: Глутамінова кислота

F: Фенілаланін

G: Гліцин

H: Гістидин

I: Ізолейцин

K: Лізин

L: Лейцин

M: Метіонін

N: Аспарагін

P: Пролін

Q: Глутамін

R: Аргінін

S: Серин

T: Треонін

V: Валін

W: Триптофан

Кодований геном білок за функціями належить до рецепторів, g-білокспряжених рецепторів, білків внутрішньоклітинного сигналінгу. 
Локалізований у клітинній мембрані, мембрані.